# Eva Cerniňáková
Eva Cerniňáková (18. října 1970 Český Těšín) je knihovnice a působí také jako pedagožka. Pracuje na Vyšší odborné škole sociálně pedagogické a teologické v Praze jako vedoucí Knihovny Jabok. Zabývá se lokalizací svobodného knihovního softwaru Evergreen a problematikou knihovních softwarů obecně. Věnuje se tématu uživatelů se specifickými potřebami v knihovnách, problematice přístupnosti webových stránek a práci s informacemi a informačnímu vzdělávání. Je autorkou studijních pomůcek a metodických příruček pro knihovníky.

## Život
Po maturitě na Střední knihovnické škole v Brně v roce 1989 absolvovala v roce 1996 nástavbové studium teologie v Biblické a misijní škole v Hradci Králové. V roce 2005 ukončila bakalářské studium oboru Teologie křesťanských tradic na Evangelické teologické fakultě Univerzity Karlovy v Praze, v roce 2010 uzavřela magisterské studium oboru Informační studia a knihovnictví na Filozofické fakultě Univerzity Karlovy v Praze diplomovou prací Přístup k informacím pro osoby se speciálními potřebami: se zřetelem na služby veřejných knihoven a v roce 2022 získala na stejné fakultě doktorát za disertační práci Doménová ontologie pro oblast automatizace knihoven. V letech 1990-1993 pracovala pro Synodní radu Českobratrské církve evangelické ve funkci knihovnice a sekretářky. V letech 1994-1999 působila v YMCA Praha v knihovně katedry sociální práce Filozofické fakulty Univerzity Karlovy v Praze. Od roku 1999 pracuje v Knihovně Jabok na Vyšší odborné škole sociálně pedagogické a teologické, od roku 2000 ve funkci vedoucí knihovny.
Od roku 2009 spolupracuje na překladech a testování české lokalizace knihovního systému s otevřeným zdrojovým kódem Evergreen. Podílí se na správě českého dokumentačního portálu knihovního softwaru Evergreen, je také koordinátorkou katalogu SPOK (společného katalogu několika knihoven, který je provozován v knihovním softwaru Evergreen). Věnuje se problematice služeb knihoven uživatelům se specifickými potřebami a přístupnosti webových stránek, byla členkou pracovní skupiny pro implementaci Koncepce rozvoje knihoven. Externě vyučuje na Ústavu informačních studií a knihovnictví FF UK, v rekvalifikačních kurzech v Národní knihovně a na VOŠ Jabok. Je členkou Svazu knihovníků a informačních pracovníků (SKIP), kde působí v sekci Bezbariérové knihovny a v Klubu tvořivých knihovníků. Je členkou Osvobozené knihovny, z.s. Zapojila se do akce Proti ztrátě paměti.
Ve volném čase se věnuje uměleckým řemeslům, v roce 2015 absolvovala akreditovaný drátenický kurz Vzdělávacího spolku uměleckých řemesel. Své výrobky vystavovala například na výstavách Klubu tvořivých knihovníků nebo na Vodolském Salonu.

## Dílo
Podílela se na tvorbě standardu a metodik Handicap Friendly. Věnuje se informačnímu vzdělávání uživatelů. Je autorkou metodických příruček Připravujeme změnu knihovního softwaru a Přístupné webové stránky. Publikuje v časopisech Knihovna, Čtenář, Duha, Ikaros, v Bulletinu SKIP a ve sbornících z konferencí Inforum a Knihovny současnosti. Zaměřuje se hlavně na problematiku zlepšování dostupnosti knihoven a jejich služeb pro uživatele se specifickými potřebami, na přístupnost webových stránek a dále na problematiku knihovních systémů se zaměřením na svobodný software Evergreen.

## Ocenění
- Cena Pražská knihovnice (2013)[20]
- Ocenění Knihovny Jabok (2019)[21]